# Chiado

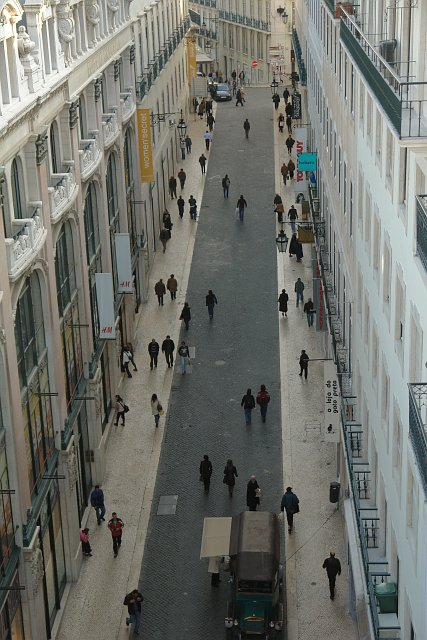
Vista de la Rua do Carmo.

El Chiado es uno de los barrios más tradicionales de la ciudad de Lisboa, capital de Portugal. Se encuentra entre el Barrio Alto de Lisboa y la Baixa.
La zona destaca por sus comercios (con franquicias internacionales como Benetton, Hermès o Cartier), cafeterías, teatros o museos. En los almacenes del Chiado se encuentra un centro comercial así como el Museo del Chiado. También antiguos comercios y cafeterías de principios del siglo XX, como el Café A Brasileira, una de las cafeterías más famosas y en cuya terraza hay una estatua del poeta Fernando Pessoa sentado en una mesa.

## El nombre
El topónimo Chiado existe desde alrededor de 1567. Inicialmente el nombre se refería a la calle más importante, Rua Garrett, en honor al poeta Almeida Garrett, pero después dio nombre a la zona circundante. Hay quienes creen que se debió al chirriar (chiar) de las ruedas de los carruajes subiendo pesadamente la cuesta. El origen más posible y citado lo relaciona con Antonio Ribeiro (1520-1591), un conocido poeta de Évora que vivió en esta parte de la ciudad y cuyo apodo era "chiado" ("chirrido"). Una estatua de bronce del poeta, del escultor Costa Mota, fue emplazada en la plaza Chiado en 1925.

## Historia
En esta parte de la ciudad se solían reunir conocidos escritores portugueses de finales del siglo XIX y principios del XX. En esta zona nació, y actualmente posee una estatua, el poeta Fernando Pessoa.
El 25 de agosto de 1988 un incendio que comenzó en una calle cercana, alcanzó la Rua Garrett, afectó no sólo a comercios y oficinas, sino también a importantes edificios históricos. Chiado se recuperó gracias al proyecto de renovación que duró una década, coordinado por el famoso arquitecto Álvaro Siza. El incendio destruyó 18 edificios, dejó dos muertos y 73 heridos, entre 200 y 300 personas desalojadas y en desempleo a cerca de dos mil trabajadores. La prensa portuguesa calificó el incendio como el peor desastre para la ciudad desde el terremoto de Lisboa de 1755.